# Fiesole
 For alternative betydninger, se Fiesole (flertydig). (Se også artikler, som begynder med Fiesole)
Fiesole er en by i Toscana i Italien, med omkring 13.659(2023) indbyggere. Byen ligger 7 km nord for Firenze på en høj (355 m o. h.) med flot udsigt over Val d'Arno (Arno-dalen) og over Firenze.
Fiesoles domkirke er grundlagt i 1028, og er et af de ældste og enkleste eksempler på den toskansk-romanske stil. Der er et palads, Palazzo Pretorio, fra det 13. århundrede og et Franciskanerkloster fra ca. 1350. Byen er bispesæde og var indtil 1899 sæde for jesuittergeneralen.
Fiesole ligger på samme sted som Fæsulæ, hvoraf der er murrester og et amfiteater. Fæsulæ var en af Etruskernes 12 forbundsstæder. Den romerske hær led i 225 f.Kr. nederlag mod gallerne. I 539 blev byen belejret af Belisar, i 1010 blev den indtaget af florentinerne, i 1125 blev den ødelagt og forblev under deres herredømme.
Syd for Fiesole ligger det tidligere kloster 'San Domenico di Fiesole', i hvilket maleren Giovanni da Fiesole en tid levede som munk.